# Myrmeleon iridescens
Myrmeleon iridescens är en insektsart som beskrevs av Kirby in Andrews 1900. Myrmeleon iridescens ingår i släktet Myrmeleon och familjen myrlejonsländor. Inga underarter finns listade i Catalogue of Life.